# Novum (concept)
 (décembre 2024).
La mise en forme du texte ne suit pas les recommandations de Wikipédia : il faut le « wikifier ».
Les points d'amélioration suivants sont les cas les plus fréquents. Le détail des points à revoir est peut-être précisé sur la page de discussion.
- Les titres sont pré-formatés par le logiciel. Ils ne sont ni en capitales, ni en gras.
- Le texte ne doit pas être écrit en capitales (les noms de famille non plus), ni en gras, ni en italique, ni en « petit »…
- Le gras n'est utilisé que pour surligner le titre de l'article dans l'introduction, une seule fois.
- L'italique est rarement utilisé : mots en langue étrangère, titres d'œuvres, noms de bateaux, etc.
- Les citations ne sont pas en italique mais en corps de texte normal. Elles sont entourées par des guillemets français : « et ».
- Les listes à puces sont à éviter, des paragraphes rédigés étant largement préférés. Les tableaux sont à réserver à la présentation de données structurées (résultats, etc.).
- Les appels de note de bas de page (petits chiffres en exposant, introduits par l'outil «  Source ») sont à placer entre la fin de phrase et le point final[comme ça].
- Les liens internes (vers d'autres articles de Wikipédia) sont à choisir avec parcimonie. Créez des liens vers des articles approfondissant le sujet. Les termes génériques sans rapport avec le sujet sont à éviter, ainsi que les répétitions de liens vers un même terme.
- Les liens externes sont à placer uniquement dans une section « Liens externes », à la fin de l'article. Ces liens sont à choisir avec parcimonie suivant les règles définies. Si un lien sert de source à l'article, son insertion dans le texte est à faire par les notes de bas de page.
- La présentation des références doit suivre les conventions bibliographiques. Il est recommandé d'utiliser les modèles {{Ouvrage}}, {{Chapitre}}, {{Article}}, {{Lien web}} et/ou {{Bibliographie}}. Le mode d'édition visuel peut mettre en forme automatiquement les références.
- Insérer une infobox (cadre d'informations à droite) n'est pas obligatoire pour parachever la mise en page.

Pour une aide détaillée, merci de consulter Aide:Wikification.
Si vous pensez que ces points ont été résolus, vous pouvez retirer ce bandeau et améliorer la mise en forme d'un autre article.
 (décembre 2024).
Pour l’article homonyme, voir Novum.
 (mai 2025).
Novum (terme latin signifiant « chose nouvelle ») est un terme théorisé par le professeur en études littéraire, spécialiste de science-fiction, Darko Suvin pour décrire les innovations scientifiquement plausibles utilisées par les récits de science-fiction. C'est un concept définitoire du genre. Depuis sa conceptualisation en 1979, il est régulièrement discuté, utilisé ou critiqué par les autres théoriciens de la SF,,,.
Les novums de science-fiction fréquemment utilisées incluent les extraterrestres, le voyage dans le temps, la singularité technologique, l'intelligence artificielle, la catastrophe écologique, les androïdes et les pouvoirs psychiques.
Suvin soutient que le genre de la science-fiction se distingue de la fantasy par le fait que l'histoire est guidée par un novum validé par la logique. Cela signifie que l'on peut imaginer que la « nouvelle chose » hypothétique dont parle l'histoire existe par des moyens scientifiques plutôt que par magie,. Pour Suvin le novum doit être totalisant : il transforme la majeure partie de l'univers fictionnel. Le novum provoque chez le lecteur un cognitive estrangement, phénomène de défamiliarisation avec le réel 